# Пустодол-Зачрецький
46°04′ пн. ш. 15°53′ сх. д. / 46.06° пн. ш. 15.89° сх. д.
Пустодол-Зачрецький (хорв. Pustodol Začretski) — населений пункт у Хорватії, в Крапинсько-Загорській жупанії у складі громади Светий-Криж-Зачретє.

## Населення
Населення за даними перепису 2011 року становило 231 осіб.
Динаміка чисельності населення поселення:

## Клімат
Середня річна температура становить 10,10 °C, середня максимальна – 24,29 °C, а середня мінімальна – -6,41 °C. Середня річна кількість опадів – 992 мм.
| Клімат поселення                              | Клімат поселення | Клімат поселення | Клімат поселення | Клімат поселення | Клімат поселення | Клімат поселення | Клімат поселення | Клімат поселення | Клімат поселення | Клімат поселення | Клімат поселення | Клімат поселення | Клімат поселення |
| Показник                                      | Січ.             | Лют.             | Бер.             | Квіт.            | Трав.            | Черв.            | Лип.             | Серп.            | Вер.             | Жовт.            | Лист.            | Груд.            |                  |
| Середній максимум, °C                         | 5,68             | 7,76             | 12,00            | 16,42            | 21,28            | 24,29            | 23,54            | 22,97            | 19,00            | 13,92            | 8,20             | 4,58             |                  |
| Середня температура, °C                       | −0,37            | 1,72             | 5,96             | 10,38            | 15,25            | 18,24            | 19,85            | 19,27            | 15,30            | 10,21            | 4,51             | 0,89             |                  |
| Середній мінімум, °C                          | −6,41            | −4,33            | −0,08            | 4,32             | 9,20             | 12,19            | 16,15            | 15,57            | 11,60            | 6,52             | 0,81             | −2,83            |                  |
| Норма опадів, мм                              | 50               | 51               | 68               | 72               | 85               | 115              | 95               | 97               | 97               | 96               | 96               | 70               |                  |
| Середньомісячна швидкість вітру, м/с          | 1.70             | 1.90             | 2.30             | 2.20             | 2.10             | 1.90             | 1.80             | 1.68             | 1.61             | 1.70             | 1.80             | 1.77             |                  |
| Середньомісячна сонячна радіація, кДж/м²·день | 4070             | 6820             | 10445            | 14834            | 18886            | 20621            | 21468            | 18656            | 13844            | 8605             | 4496             | 3219             |                  |
| --------------------------------------------- | ---------------- | ---------------- | ---------------- | ---------------- | ---------------- | ---------------- | ---------------- | ---------------- | ---------------- | ---------------- | ---------------- | ---------------- | ---------------- |
| Джерело:                                      |                  |                  |                  |                  |                  |                  |                  |                  |                  |                  |                  |                  |                  |